# Melese dorothea
Melese dorothea är en fjärilsart som beskrevs av Stoll 1782. Melese dorothea ingår i släktet Melese och familjen björnspinnare. Inga underarter finns listade i Catalogue of Life.

## Bildgalleri

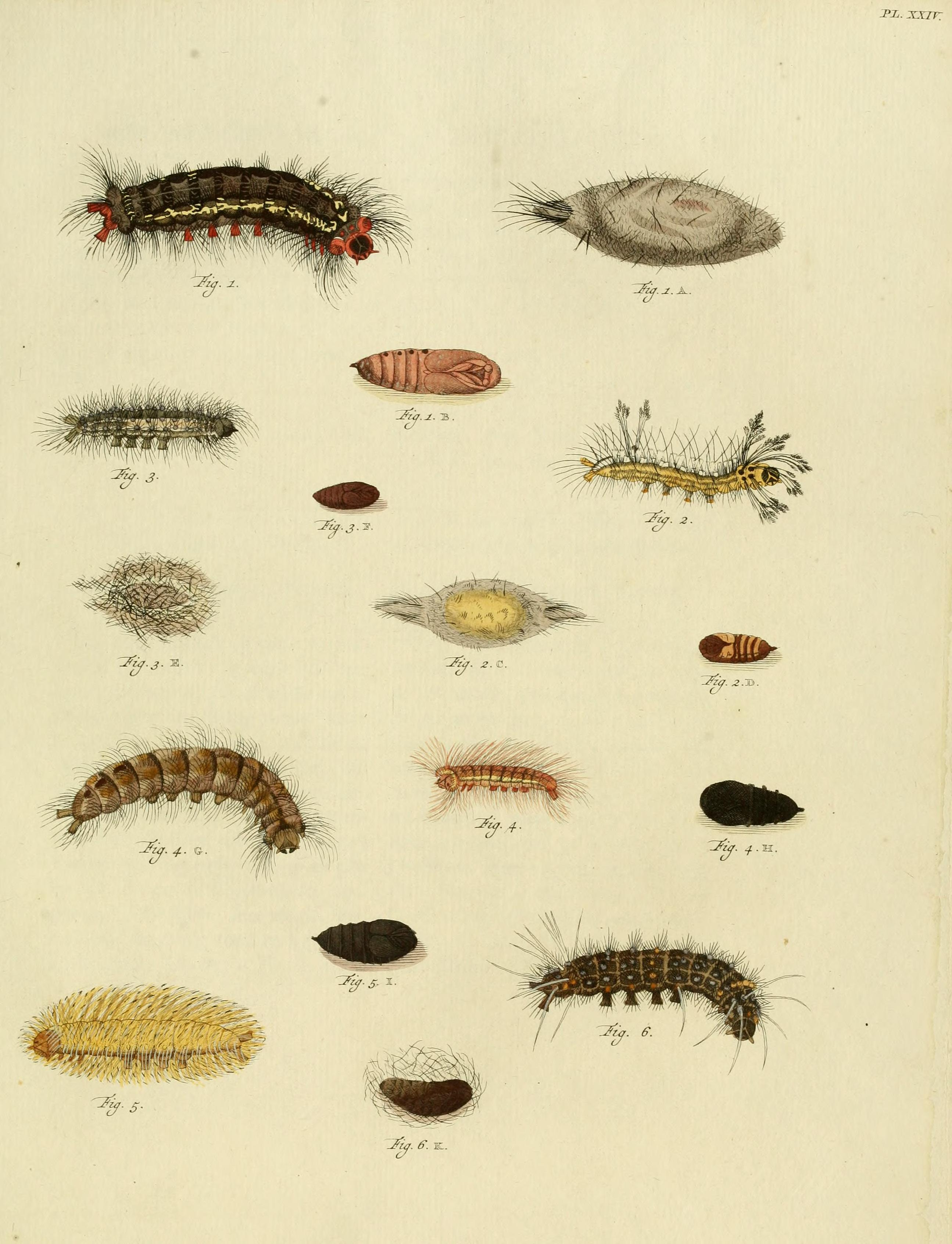
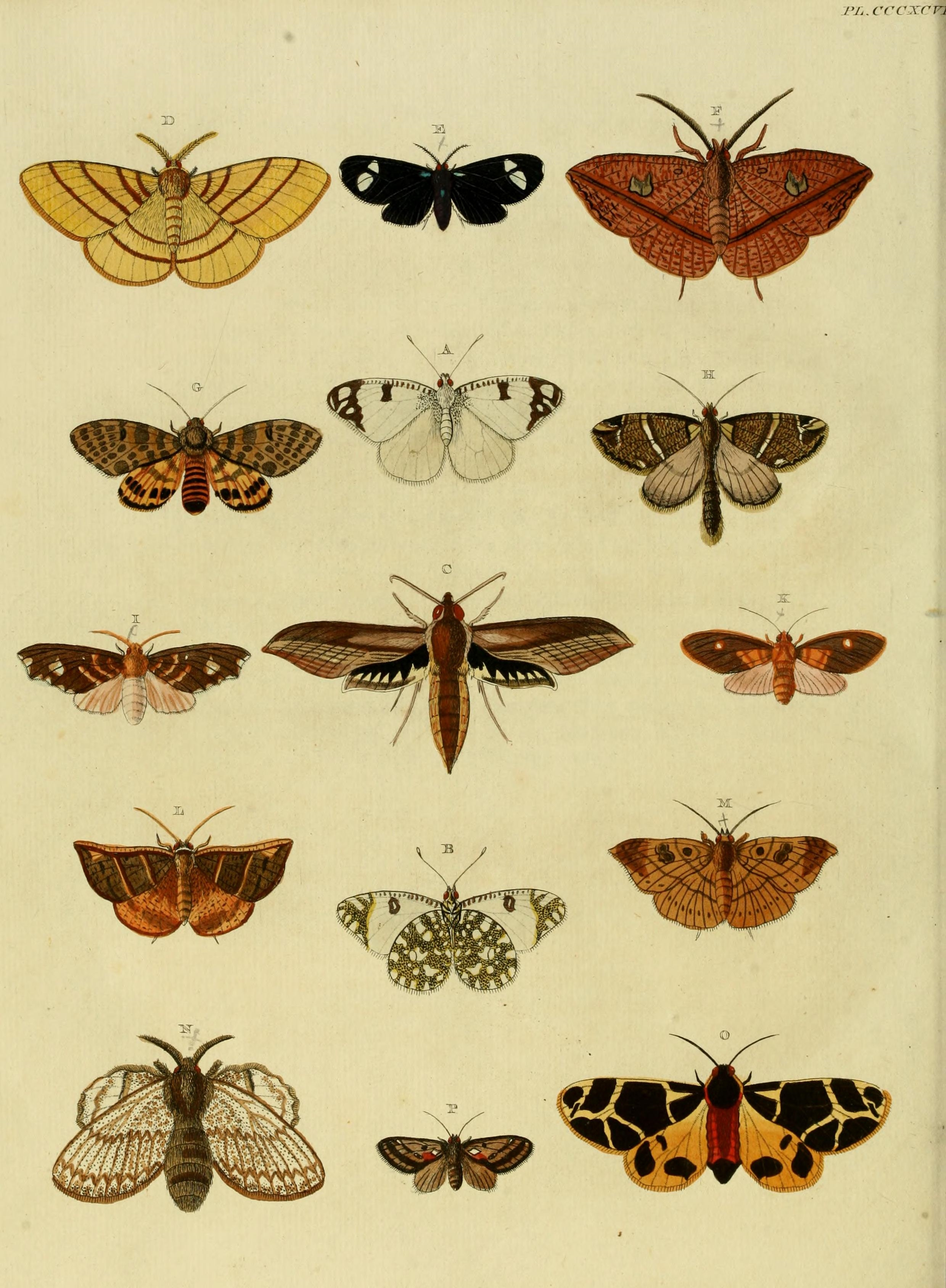